# Panache (hydrodynamique)
Pour les articles homonymes, voir Panache.

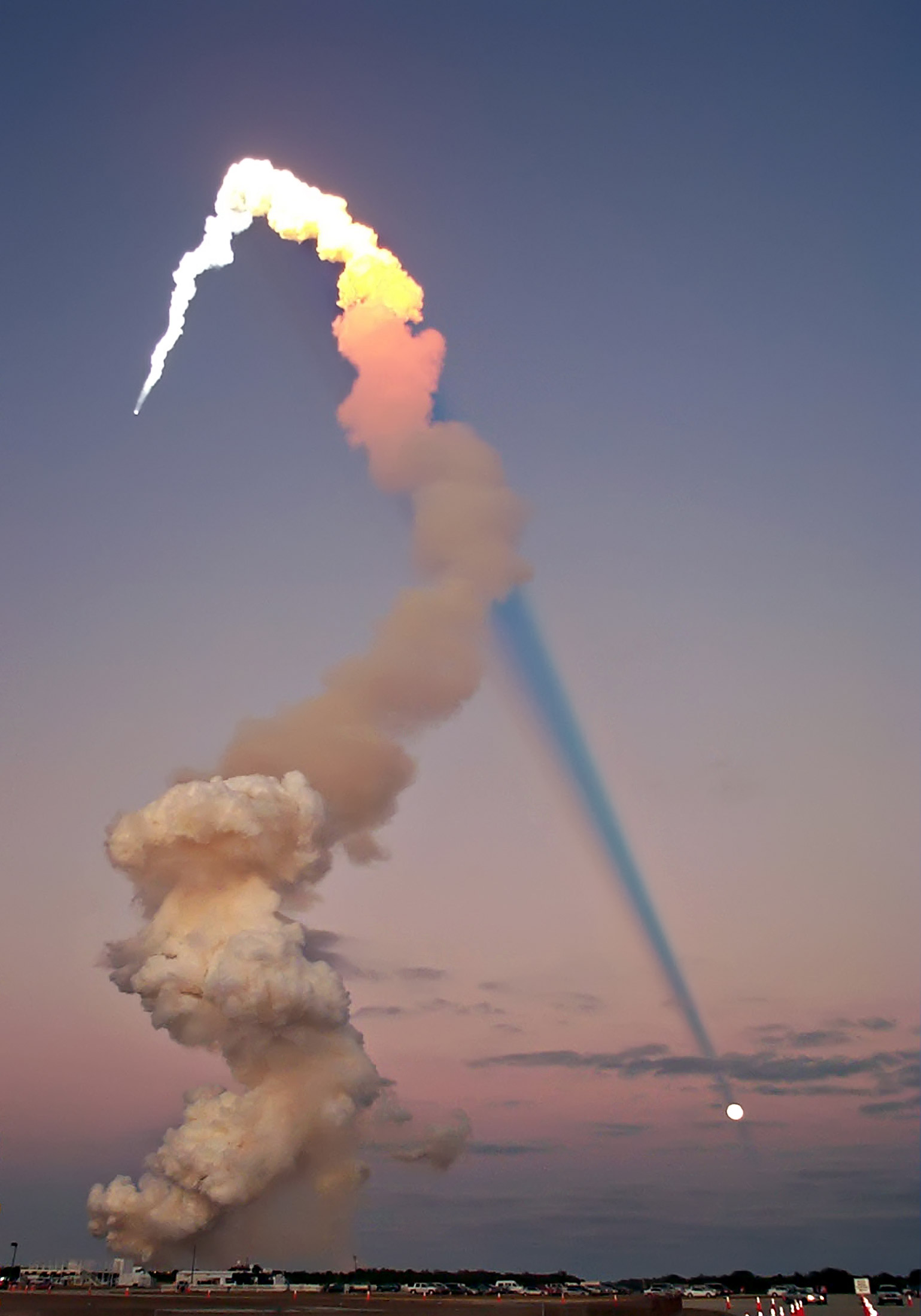
Panache de la navette spatiale Atlantis après le lancement

En hydrodynamique, un panache est une masse d'air se distinguant de l'air environnant par une température ou une composition très différente et évoluant en fonction de sa quantité de mouvement, de la diffusion de la matière et de la flottabilité. Ceci peut s'appliquer aussi bien à un phénomène très localisé comme un panache de fumée sortant d'une cheminée que d'un flux à large échelle comme celui du flux d'humidité en météorologie.
De la même manière, on parle de panache de pollution dans l'eau (nappe, mer...)  ou dans le sol. 

## Définitions
Du point de vue météorologique, un panache en hydrodynamique est une colonne de fluide ayant une température ou une composition différente de celle de l'air environnant. 

## Types
Dynamique
La sortie d'un moteur à réaction est un exemple qui est initié par la quantité de mouvement induite par la combustion des carburants dans l'appareil.
Thermique
Les panaches thermiques sont dus à l'injection d'un fluide plus chaud que l'environnement dans ce dernier. Les panaches de fumée sortant d'une cheminée ou les bulles thermiques s'élevant par convection atmosphérique à partir d'un sol chaud sont des exemples d'un tel phénomène qui dépendent de la flottabilité, la poussée d'Archimède, causée par la différence de température entre le panache et l'environnement. 

## Mouvement

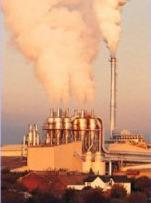
Panache de fumée industrielle

Habituellement, lorsque le panache s'éloigne de sa source, il s'élargit à cause de l'entrainement, soit la capture de la partie externe de la colonne de fluide dans l'air environnant. Sa forme est également influencée par les courants aériens. Le tout va changer la nature d'un panache mû purement par la flottabilité en un autre hybride ou même dominé par la quantité de mouvement.
La direction et la concentration d'un panache sont également dépendantes de la turbulence de l'air. Généralement, il y a transition d'un écoulement laminaire à un autre turbulent à mesure qu'on s'éloigne de la source. Un exemple de ce comportement est du panache de fumée qui est très linéaire au bout de cigarette mais se développe en volutes après une certaine distance.

## Simulation
Pour calculer le mouvement et les concentrations dans un panache, il est nécessaire d'utiliser des simulations informatiques. Les équations utilisées dans ces modèles sont tirées de la mécanique des fluides numérique et de la modélisation des turbulences. Ils tiennent compte des phases liquides, gazeuses et solides du fluide contenu dans le panache, ainsi que des changements de phase dû à la variation de température et aux réactions chimiques. Ces simulations sont très complexes et peuvent même contenir des termes pour la postcombustion et la radiance pour des lancements de missiles balistiques.
La simulation des panaches est d'une importance considérable dans la modélisation de la dispersion atmosphérique des polluants,. Les simulations sont également utilisées pour la dispersion des fumée provenant des feux de forêt, des essais ou accidents nucléaires, des panaches de cendres volcaniques, etc.

### Modèle simple

Visualisation d'un panache à dispersion gaussienne

Un modèle simple de panache tient compte des éléments suivants.
- Le gradient de pression atmosphérique est celui loin du panache (approximation de Boussinesq) ;
- La distribution des concentrations et des vitesses à l'intérieur du panache correspondent à une distribution gaussienne ou uniforme (distribution « Haut-de-forme ») ;
- L'entraînement est proportionnel à la vitesse du panache[6]. Une valeur typique du coefficient d'entraînement versus vitesse est de 0,08 pour un jet vertical et 0,12 pour un autre thermique. Un panache horizontal peut avoir un coefficient allant jusqu'à 0,6.
- Les équations de conservation de la masse et de conservation de la quantité de mouvement sont utilisées[6],[7].

Ce modèle simple prédit un panache qui s'élargit à un taux constant de 6 à 15 degrés de sa demi-largeur. Si la dispersion uniforme en « haute-de-forme » est utilisée, la densité dans le panache, {\displaystyle \rho } :
1. La conservation de la quantité de mouvement implique que {\displaystyle A\rho v^{2}=M} est constant ;
2. La conservation de la masse implique que la concentration J aux pourtours du panache varie comme {\displaystyle dJ/dx=dA\rho v/dx=kr\rho v}  ;

Où
- v est la vitesse des particules dans le panache ;
- k est une constante ;
- r est le rayon du panache à distance x de la source ;
- A en est la coupe transversale du panache.

Ces équations montrent que la vitesse moyenne de déplacement du panache est inversement proportionnelle au rayon et que le panache croît à un angle constant de dr/dx= k.

## Panache en météorologie

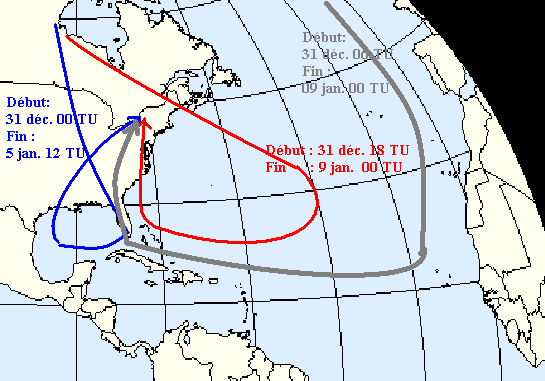
Trajectoire des masses d'air entre le 31 décembre 1997 en altitude et leur arrivée dans la région du verglas massif du 5 au 9 janvier 1998.

La trajectoire de l'humidité dans l'atmosphère peut être considéré comme un panache. Par exemple, lors d'un épisode important de verglas en 1998, une étude des professeurs Gyakum (Université McGill, Montréal) et Roebber (Université du Wisconsin, Milwaukee) a démontré que l’humidité venant du golfe du Mexique retraçait sa source jusque dans l’Atlantique subtropical formant une véritable rivière atmosphérique. Les deux chercheurs ont trouvé que l'air des premières précipitations avait commencé son périple le 31 décembre 1997 vers 0 heure TU dans la région de la baie d'Hudson à une altitude équivalente à une pression de 300 à 400 hPa, s'était ensuite déplacé vers le sud, tout en descendant vers le sol, et avait finalement capturé chaleur et humidité au-dessus du Golfe du Mexique avant de remonter vers les Grands Lacs. L'air qui est arrivé dans la seconde partie, et qui a causé les précipitations principales, a commencé son périple en altitude plus tard le 31 décembre à partir du Groenland et de la baie d'Hudson, s'est retrouvé près de la surface de la mer dans l'Atlantique au large des îles du Cap-Vert et est remonté ensuite avec la circulation atmosphérique vers les Grands Lacs en passant juste à l'ouest des Appalaches.
Il y a également des panaches plus localisés comme les précipitations dans les bourrasques de neige côtières. Des averses intenses vont se produire si un flux d'air arctique passe en aval du plans d'eau en hiver. Tant que la circulation vient de la même direction et que la glace ne recouvre pas le plan d'eau, l'air humide plus chaud s'élève tout en dérivant avec les vents pour former des nuages et ensuite des précipitations.
Certains panaches, par exemple issus de trainées d'avion, de grands navires marchands, d'incendies de forêt, de systèmes industriels de refroidissement (Tour aéroréfrigérante)... peuvent localement modifier le climat en créant des nuages artificiels (Nuages anthropogéniques). Les panaches de volcans peuvent aussi contribuer à former des nuages et à provisoirement modifier la pluviométrie.

### Source
- (en) Cet article est partiellement ou en totalité issu de l’article de Wikipédia en anglais intitulé « Plume (hydrodynamics) » (voir la liste des auteurs).